# Krog (efternavn)
Krog er et dansk efternavn afledt af et stednavn, der er navngivet med krog "hjørne", "bøjning".
Kendte personer med dette efternavn omfatter:
- Arnold Krog (1856–1931), dansk arkitekt og maler
- Evald Krog (født 1944), dansk muskelsvindramt
- Gina Krog (1847–1916), norsk politiker og kvindesagsaktivist
- Gustav Frederik Krog Clausen (1880–1949), dansk landskabsmaler
- Kristine Kaas Krog (født 1975), dansk lokalpolitiker
- Lasse Krog Møller (født 1972), dansk kunstner
- Lene Krog (født 1976), dansk forfatter
- Mads B.B. Krog (født 1976), dansk komponist, producer og iværksætter
- Monica Krog-Meyer (født 1950), dansk radiovært
- Nicolai Johan Lohmann Krog (1787–1856), norsk officer, embedsmand, forsvarsminister og førstestatsråd
- Niels Krog Bredal (1733–1778), norsk syngespildigter, musikdramatiker og teaterdirektør
- Peder Krog (1654–1731), dansk-norsk biskop
- Peder Krog Meyer (1780–1819), norsk/dansk biskop
- Peter Krog (født 1950), dansk tidligere redaktør og journalist
- Thomas Krog (født 1971), dansk politiker
- Thomas Nørmark Krog (født 1981), dansk journalist og forfatter